# Monterrey (parroquia)
Monterrey (llamada oficialmente Santa María de Monterrei) es una parroquia y una villa del municipio español de Monterrey, en la provincia de Orense, Galicia.

## Toponimia
La parroquia también es conocida por el nombre de Santa María de Monterrey.

## Organización territorial
La parroquia está formada por dos entidades de población:
- Monterrei
- A Pousa

## Demografía

### Parroquia
| Gráfica de evolución demográfica de Monterrey (parroquia) entre 2000 y 2022 |
|                                                                             |
| Datos según el nomenclátor publicado por el INE.                            |

### Villa
| Gráfica de evolución demográfica de Monterrei (villa) entre 2000 y 2022 |
|                                                                         |
| Datos según el nomenclátor publicado por el INE.                        |